# اطراء
 إطرا أو إطراء هي إحدى القرى اللبنانية من قرى قضاء مرجعيون في محافظة الجنوب.
وقد أقيم على أنقاضها قرية (حولا) العاملية وقد عرفت سابقاً باسم “أطرا” أو «اطراء» وهو اسم غير واضح معناه أو أصله واليها ينتسب العلامة السيد ابن نجم الدين الاطراوي العاملي وهو من تلامذة الشهيد الأول صاحب اللمعة الدمشقية وله كتاب في الفقه يعرف بمسائل الاطراوي والشيخ نجم الدين ابن عبد الإمام تلميذ الشهيد الثاني، لكن فيما بعد أخذت قرية اطرا اسمها الحالي وهو حولا ويقال أن البلدة كانت أصلاً على تلة الطيري (تلة خراب جنوبي البلدة) ولكن بعد أن حصل زلزال قوي دمر القرية نقلها أهلها إلى المكان الذي يعرف اليوم بعريض النمل وهناك هاجم البلدة أعداد هائلة من النمل التي فتكت بالمحاصيل ارتأى الأهالي نقلها إلى مكانها الحالي، وهذا الرأي راجح على غيره كون آثارهم واضحة في ذلك المكان من المسجد إلى الآبار إلى الجبانة والعديد من الحجار المربعة الكبيرة التي كانت يومها أركان منازلهم وقد قام أهالي البلدة بنقل الحجارة من تلة الطيري على الجمال والحمير لبناء منازلهم الجديدة.